# Mukri
Die Mukri oder auch Mokri sind ein kurdischer Stamm aus dem westlichen Iran. In dem kurdischen Geschichtswerk der Scherefname aus dem 16. Jahrhundert gelten die Mukri als eine Abspaltung der Baban. Ihr Name soll vom babanischen Prinzen Mekkār her stammen. Als der Orientalist Henry Creswicke Rawlinson den Stamm im Oktober 1838 besuchte, stellte er fest, dass sie fast alle sesshaft waren. Die Mukri bewohnten ein 65 mal 80 km großes Gebiet südlich der Ebene von Miandoab und westlich des Flusses Zarrineh. Hauptstadt war Sablakh, das heutige Mahabad. Rawlinson gab die Größe des Stammes mit mehr als 12.000 Familien an. 
Laut den Orientalisten Ely Banister Soane und Basil Nikitin sollten die Mukri ein wichtiger Teil der iranischen Armee gewesen sein und den Königen große Dienste erwiesen haben. Doch laut dem Chronisten des Schahs Abbas I. Eskander Beg waren die Mukri ein unruhiger Stamm. Ihre Lage an der iranisch-osmanischen Grenze war kritisch, vor allem als der Führer der Mukri namens Amira Bey sich in den 1580er Jahren dem osmanischen Sultan Murad III. – der das iranische Aserbaidschan erobert hatte – gegenüber verpflichtete. Daraufhin plünderten die Mukri im Osmanisch-Safawidischen Krieg von 1578 bis 1590 weite Gebiete und machte auch nach dem Tod Amira Beys nicht Halt. 1603 eroberte Schah Abbas I. Aserbaidschan und die Mukri erkannten wieder die iranische Oberhoheit an. Ihr Führer Scheich Haydar wurde mit Maragha belehnt und sollte seinerseits an dem Feldzug nach Norden teilnehmen. Er starb bei der Belagerung von Jerewan 1603. Sein Sohn und Nachfolger Qobad Khan fing wieder mit Plünderungen an, so dass der König ihn 1610 hinrichten ließ. Der König ernannte Schir Beg zum Stammesführer, nahm aber den Mukri Maragha weg. 1624–1625 revoltierte Schir Beg, eroberte Maragha, tötete viele Einwohner und plünderte die Stadt. Als eine Strafexpedition gegen ihn geschickt wurde, floh er in die Berge. 
Nach dieser unruhigen Periode wurden immer mehr Teile des Stammes sesshaft und unter den Mukri traten mit der Zeit Personen hervor, die wichtige Ämter bekleideten. Dazu zählten der Großwesir unter Tahmasp II. Mohammad-Ali Khan Mokri, der Armeebefehlshaber von 1853 bis 1857 Aziz Khan Mokri, der Gelehrte Dr. Mohammad Mokri (1921–2007) und Hemin Mukriyani (1920–1986).